# Ричардсон, Херберт
Херберт Тренчард (Берт) Ричардсон (англ. Herbert Trenchard "Bert" Richardson; 25 ноября 1903, Торонто — 17 января 1982, неизвестно) — канадский гребец, выступавший за сборную Канады по академической гребле в конце 1920-х годов. Бронзовый призёр летних Олимпийских игр в Амстердаме, победитель многих региональных соревнований в составе торонтского гребного клуба «Аргонавт».

## Биография
Херберт Ричардсон родился 25 ноября 1903 года в городе Торонто провинции Онтарио, Канада.
Занимался академической греблей в торонтском клубе «Аргонавт», в составе которого неоднократно становился победителем и призёром различных соревнований регионального значения.
Наивысшего успеха как спортсмен добился в сезоне 1928 года, когда вошёл в основной состав канадской национальной сборной и благодаря череде удачных выступлений удостоился права защищать честь страны на летних Олимпийских играх в Амстердаме. В программе распашных рулевых восьмёрок вместе с гребцами Фредериком Хеджесом, Фрэнком Фиддесом, Джоном Хэндом, Джеком Мёрдоком, Атолом Мичем, Эдгаром Норрисом, Уильямом Россом и рулевым Джоном Доннелли благополучно преодолел своих соперников, Данию и Польшу, в предварительных первом и третьем раундах соответственно, тогда как второй раунд их команда прошла без соперника. На стадии полуфиналов канадцы встретились с экипажем из Соединённых Штатов, составленным из студентов Калифорнийского университета в Беркли, и в напряжённой борьбе уступили ему всего 1,8 секунды. Впоследствии американцы и стали победителями этого олимпийского турнира, выиграв в финале у сборной Великобритании, взяли верх над представителями Темзенского гребного клуба, победителями последней Королевской регаты Хенли. Херберт Ричардсон, таким образом, вместе со своей командой стал обладателем бронзовой олимпийской медали.
После амстердамской Олимпиады Ричардсон больше не показывал сколько-нибудь значимых результатов в академической гребле на международном уровне.
Умер 17 января 1982 года в возрасте 78 лет.